# Новый (Ровенский район)
Новый - посёлок Ровенского района Саратовской области, в составе сельского поселения "Привольненское муниципальное образование". 
Расположен в степи, в 15 км восточнее села Привольное

## Население
Динамика численности населения
| 1987 | 2002 |
| ---- | ---- |
| ≈120 | 11   |

| 2010 |
| ---- |
| 3    |